# Risto Orko

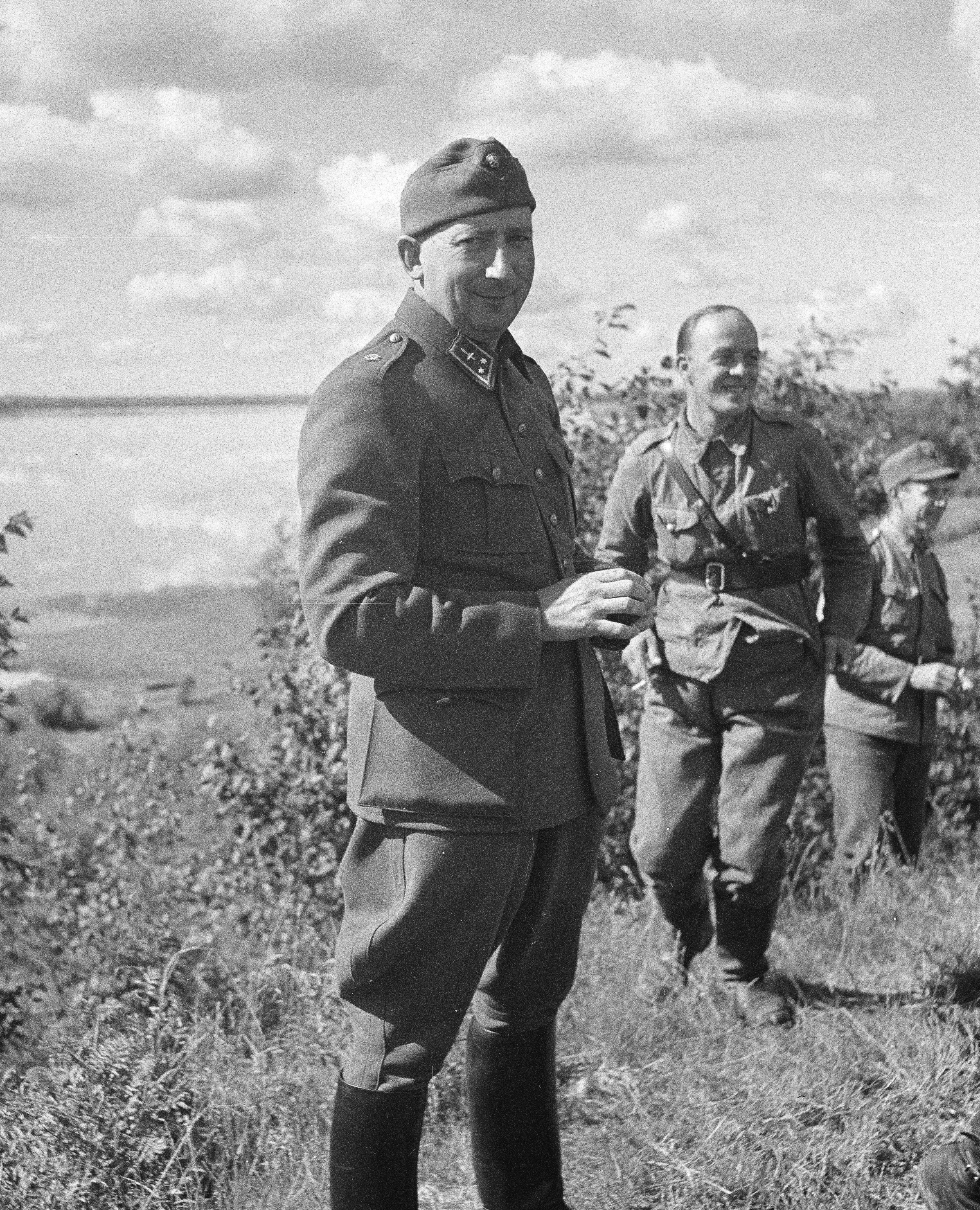
Risto Orko im II. Weltkrieg (1941).

Risto Elias William Orko (bis 1933 Nylund; * 15. September 1899 in Rauma, Finnland; † 29. September 2001 in Helsinki) war ein finnischer Filmproduzent und Regisseur. Seine Filmographie enthält 14 Langfilme als Regisseur und mehr als 100 Langfilme als Produzent. Dazu produzierte er 1.900 Kurzfilme und 2.600 Werbespots. 

## Auszeichnungen
Er erhielt den Jussi für sein Lebenswerk, als auch Ehrentitel Kauppaneuvos und Professor.

## Filmographie (Auswahl)
- 1943: Herra ja ylhäisyys
- 1943: Jees ja just
- 1943: Keinumorsian
- 1944: Kartanon naiset
- 1950: Amor hoi!
- 1954: Das Mädchen vom See (Morsiusseppele)
- 1957: Vieras mies
- 1968: Mannerheim – marskalken av Finland